# Eurypanopeus abbreviatus
Eurypanopeus abbreviatus is een krabbensoort uit de familie van de Panopeidae. De wetenschappelijke naam van de soort is voor het eerst geldig gepubliceerd in 1860 door Stimpson.